# Orvet
Taxons concernés
Famille des Anguidae
- Genre Anguis
  - Anguis cephallonica
  - Anguis fragilis
- Genre Pseudopus
  - Pseudopus apodus
- Genre Ophisaurus
  - Ophisaurus ventralismodifier

Le terme orvet fait référence en français à plusieurs espèces de lézards − non venimeux − de la famille des Anguidae, lézards apodes dont les pattes sont atrophiées.

## Liste des espèces
- Anguis fragilis − Orvet commun ou Orvet fragile, largement réparti en Europe ;
- Anguis cephallonica − Orvet doré, endémique de la Grèce ;
- Pseudopus apodus − Orvet des Balkans, présent de l’est de l'Europe à l'Asie centrale et au Proche-Orient ;
- Ophisaurus ventralis − Orvet américain, présent dans le sud-est des États-Unis ;
- Anguis colchica présent dans le sud-est de l'Europe, sans nom vernaculaire connu ;
- Anguis incomptus présent au Mexique, sans nom vernaculaire connu.

## Classification
Anguis fragilis a longtemps été considéré comme la seule espèce du genre Anguis et donc la seule espèce à s'appeler « orvet » en Europe. Quatre espèces − considérées comme des sous-espèces auparavant − sont désormais distinguées dans ce genre. Le nom vernaculaire « orvet » s'applique donc probablement aux autres espèces du genre. En plus de Anguis cephallonica (orvet doré) il existe les espèces Anguis colchica et Anguis incomptus.

## Description
Les orvets sont des lézards qui, en raison de leur mode de vie fouisseur, sont devenus apodes (ils ont perdu leurs pattes), ce qui amène souvent les observateurs à les prendre pour des serpents. Cette atrophie peut être totale comme chez les Anguis ou partielle comme chez Pseudopus apodus où les pattes résiduelles atteignent 2 mm.
Ils atteignent de 30 à 130 centimètres de long selon les espèces et chassent au sol et parfois sous le sol de petits animaux de taille adaptée (principalement des invertébrés comme des arthropodes, gastéropodes, larves…) pour se nourrir. Ils aiment les endroits chauds. 

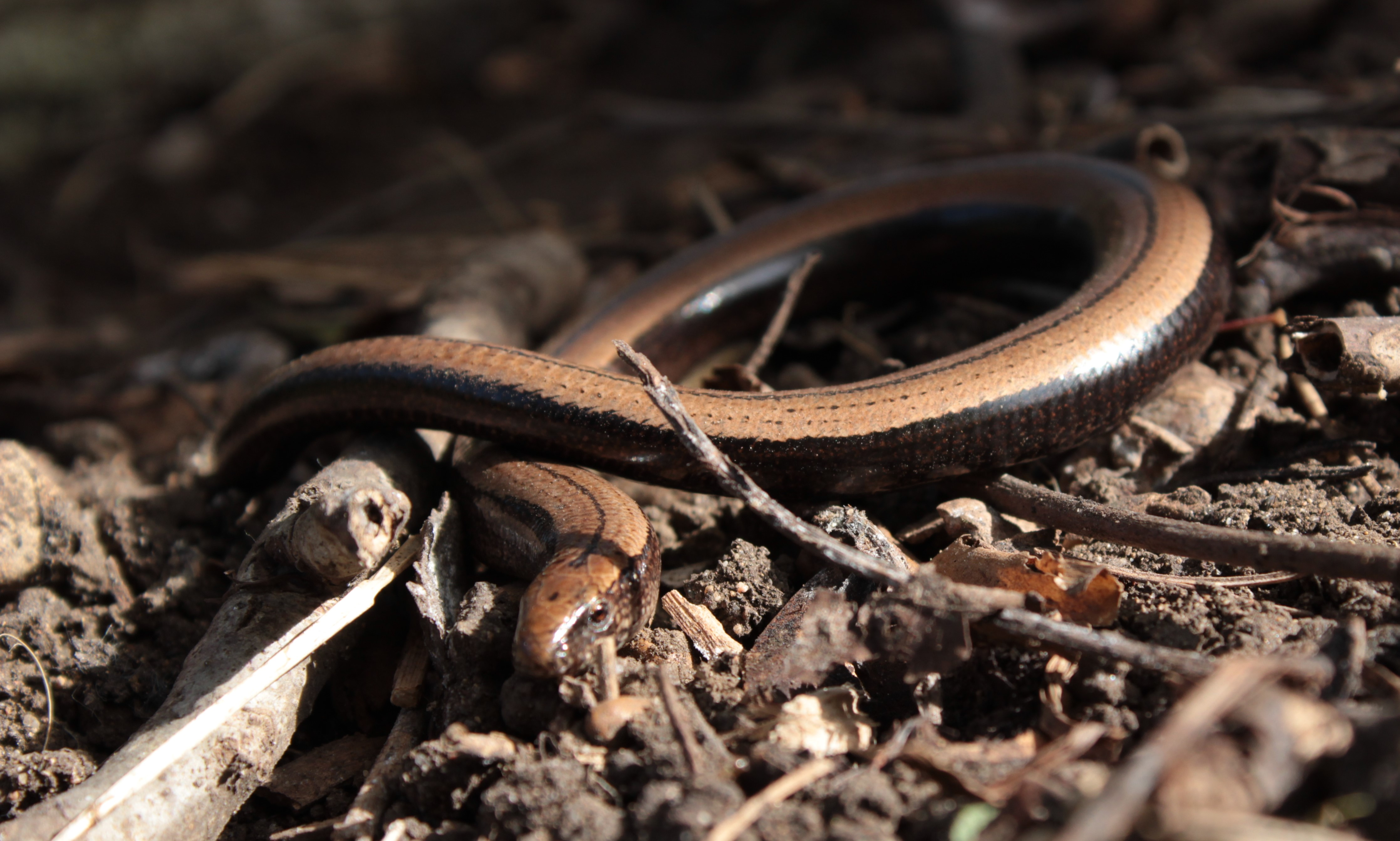

## Galerie

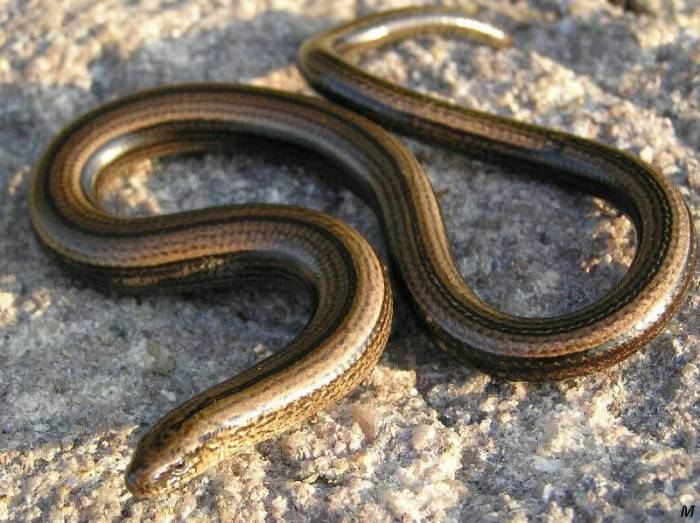
Orvet commun (Anguis fragilis).
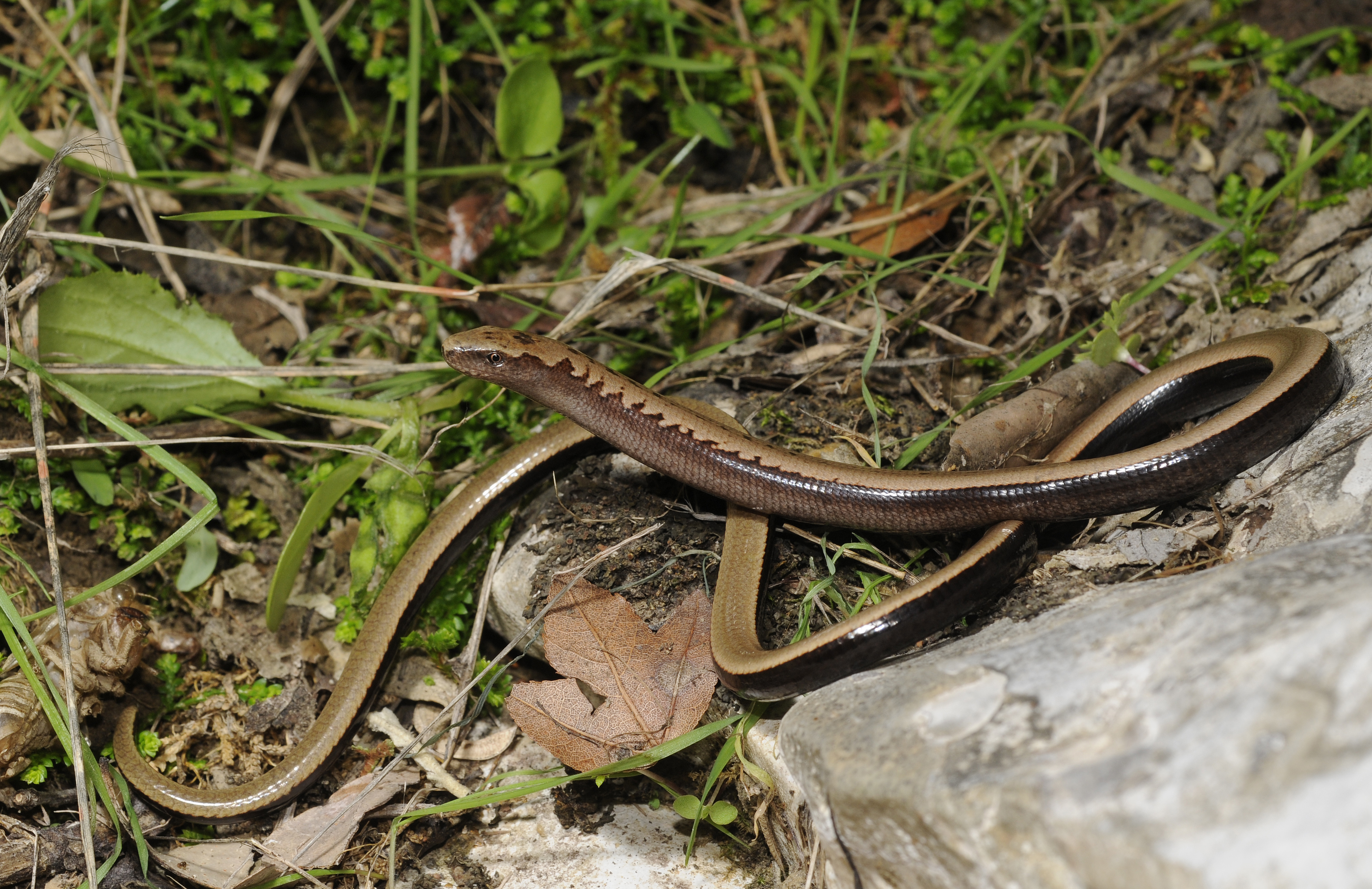
Orvet doré (Anguis cephallonica), longtemps considéré comme une sous-espèce de l'orvet commun.
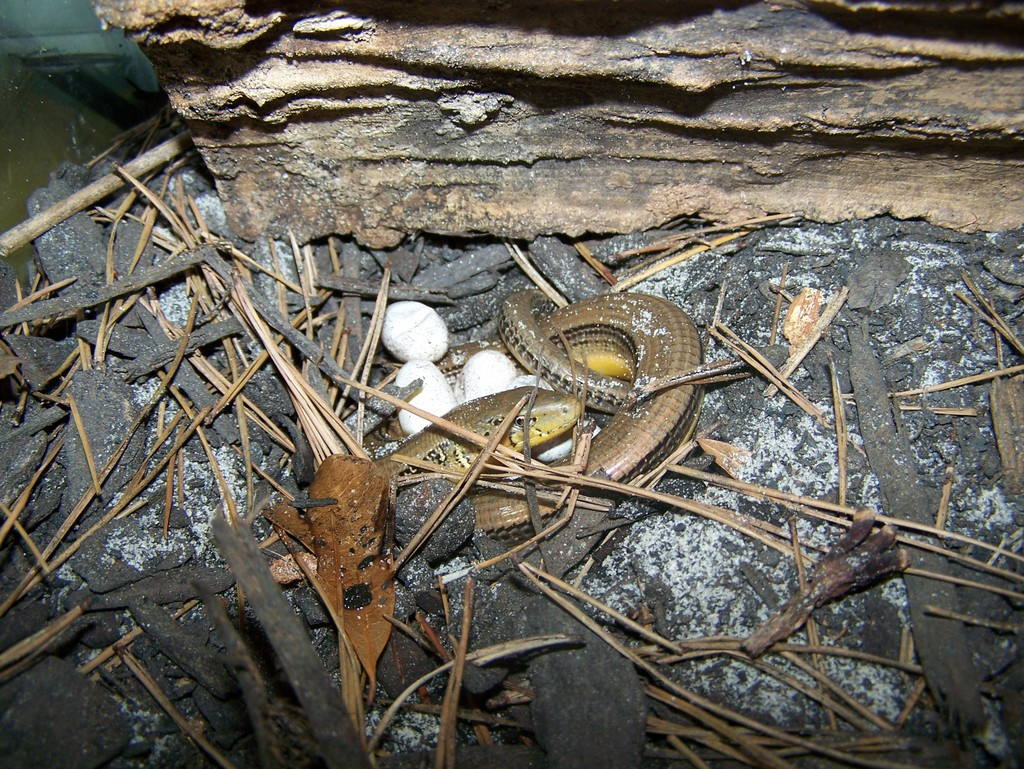
Orvet américain (Ophisaurus ventralis).
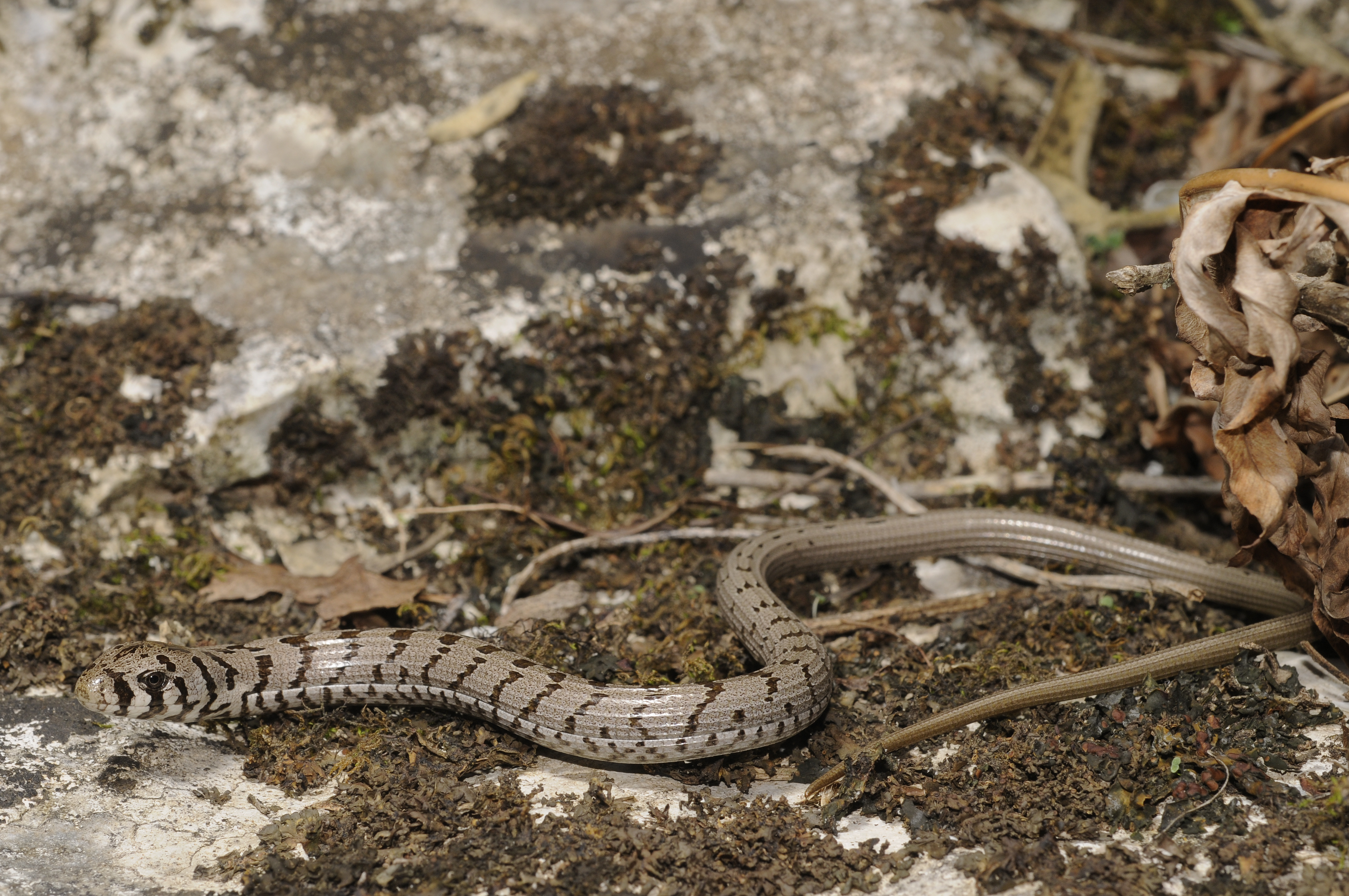
Orvet des Balkans (Pseudopus apodus).